# Walter Loosli
Walter Loosli (1901 - ukendt dødsår) var en schweizisk roer og olympisk guldvinder.
Loosli vandt en guldmedalje ved OL 1924 i Paris, som styrmand i den schweiziske firer med styrmand, der blev roet af Émile Albrecht, Alfred Probst, Eugen Sigg og Hans Walter. Loosli var styrmand i de indledende heats, mens der er uenighed i de officielle papirer omkring, hvorvidt han også var det i finalen, eller om det var Émile Lachapelle. I finalen besejrede den schweiziske båd Frankrig, der vandt sølv, mens USA tog bronzemedaljerne. Det var det eneste OL han deltog i.

## OL-medaljer
- 1924:  Guld i firer med styrmand